# Aspidiske
Aspidiske es el nombre de la estrella ι Carinae (ι Car / HD 80404), la cuarta más brillante de la constelación de Carina, de magnitud aparente +2.21. Su nombre es de origen griego, (‘pequeño escudo’); otros nombres de esta misma estrella son Scutulum (del latín) y Turais (del árabe), que vienen a significar lo mismo. No debe confundirse con la cercana y algo menos brillante Azmidiske (ξ Puppis), cuyo nombre es muy similar.
Aspidiske es una supergigante blanca de tipo espectral A8Ib. Con una temperatura efectiva de 7400 K, su luminosidad equivale a 4900 soles. Su velocidad de rotación proyectada, 10 km/s, da lugar a un largo período de rotación igual o inferior a 215 días. Por otra parte, emite rayos X, lo que implica cierta actividad magnética, algo inusual en una estrella de sus características.
Con una masa unas siete veces mayor que la masa solar, Aspidiske tiene una edad aproximada de cuarenta millones de años. Claramente por debajo del límite requerido para que en un futuro explote como supernova, finalizará sus días como una enana blanca similar a Sirio B (α Canis Majoris B).
Aspidiske se encuentra a unos 690 años luz del sistema solar. Debido a la precesión de la Tierra, esta estrella marcará el polo sur celeste aproximadamente en el año 8100 de nuestra era.